# Antonín Reichenauer
Antonín Reichenauer, właśc. Johann Anton Reichenauer (ur. ok. 1694 w Pradze, zm. 17 marca 1730 w Jindřichovie Hradcu) – czeski kompozytor barokowy.

## Życiorys
Nic nie wiadomo o pochodzeniu i dzieciństwie kompozytora. Pierwsza wzmianka pochodzi z 1721 i wynika z niej, że Reichenauer zajmował wtedy stanowisko chórmistrza w kościele dominikańskim pod wezwaniem św. Marii Magdaleny na Malej Stranie w Pradze. Był także związany z kaplicą hrabiego Wenzla Morzina, na której potrzeby regularnie komponował. Według niektórych źródeł Reichenauer pracował również na dworze hrabiego Franza Josefa z rodu Czerninów. Pod koniec swojego życia, w 1730, był krótko organistą w kościele parafialnym w południowoczeskim mieście Jindřichův Hradec. Zmarł mniej więcej miesiąc po objęciu stanowiska, w wieku 35 lub 36 lat.

## Twórczość
W archiwach i bibliotekach w Czechach, na Śląsku, w Saksonii i Hesji zachowało się wiele dzieł Reichenauera. Obecność jego utworów w różnych zbiorach poza Pragą sugeruje ich popularność. W bibliotece klasztornej w Oseku znajduje się w sumie 40 utworów muzyki sakralnej skomponowanych przez Reichenauera w latach 1720–1733.
Reichenauer był znany jako płodny kompozytor muzyki kościelnej. Jego kompozycje były pod silnym wpływem szkoły Antonia Vivaldiego, o którym często napomykał w swoich utworach. Jest autorem pierwszej czeskiej mszy pastoralnej, którą skomponował w 1720 (Missa Pastoralis D-dur). Do dzisiaj zachowały się koncerty na skrzypce, obój, fagot i wiolonczelę, a także uwertury orkiestrowe oraz sonaty triowe.

## Ważniejsze kompozycje[2]

### Utwory orkiestrowe
- Koncert C-dur na fagot, instrumenty smyczkowe i basso continuo
- Koncert F-dur na fagot, instrumenty smyczkowe i basso continuo
- Koncert g-moll na fagot, instrumenty smyczkowe i basso continuo
- Koncert d-moll na wiolonczelę, instrumenty smyczkowe i basso continuo
- Koncert G-dur na flet, instrumenty smyczkowe i basso continuo
- Koncert B-dur na obój, fagot, instrumenty smyczkowe i basso continuo
- Koncert B-dur na obój, instrumenty smyczkowe i basso continuo
- Koncert G-dur na obój, instrumenty smyczkowe i basso continuo
- Koncert c-moll na skrzypce, instrumenty smyczkowe i basso continuo
- Koncert G-dur na skrzypce, instrumenty smyczkowe i basso continuo
- Uwertura nr 1 B-dur na 2 oboje, skrzypce, instrumenty smyczkowe i basso continuo
- Uwertura nr 2 B-dur na 2 oboje, skrzypce, instrumenty smyczkowe i basso continuo

### utwory kameralne i wokalne
- Kwartet g-moll na skrzypce, wiolonczelę, fagot i basso continuo, Rk 18
- Sonata D-dur na 2 trąbki, wiolonczelę, instrumenty smyczkowe i basso continuo
- Sonata D-dur na 2 skrzypiec, teorban i basso continuo
- Sonata B-dur na skrzypce, wiolonczelę i basso continuo, Rk 20
- O coeli, rorate aria na głos i zespół kameralny
- Quae est ista kantata na głos, skrzypce, obój, fagot i basso continuo